# گینزبورو پیکچرز

لوگو شرکت

گینزبورو پیکچرز (انگلیسی: Gainsborough Pictures) یک شرکت فیلم‌سازی در ناحیه هوکستون، لندن بزرگ است.
این شرکت مابین سال‌های ۱۹۲۴ تا ۱۹۵۱ میلادی در زمینه ساخت فیلم‌های سینمایی فعالیت میکرده است، مایکل بالکن مؤسس گینزبورو پیکچرز بوده است.

## فیلم‌شناسی
- خانم ناپدید می‌شود
- عقاب کوهستان
- مستأجر: داستان لندن مه‌آلود
- انحطاط
- شماره ۱۷
- دوک آهنی
- جمعه سیزدهم
- سگ باسکرویل
- کریستف کلمب
- کوارتت
- میراندا
- پیچاب
- توتیای دریایی
- گاه‌شماری
- گاه‌شماری
- موش صحرایی